# The Fid
The Fid är ett berg i Antarktis. Det ligger i Västantarktis. Argentina, Chile och Storbritannien gör anspråk på området. Toppen på The Fid är 1 640 meter över havet.
Terrängen runt The Fid är huvudsakligen kuperad, men åt sydost är den bergig. Trakten är obefolkad. Det finns inga samhällen i närheten.